# Răducăneni, Iași
Răducăneni (în trecut Pietrosul, în maghiară Radukanén) este satul de reședință al comunei cu același nume din județul Iași, Moldova, România.

## Istoric

### Înființare și populații
János Jerney⁠(hu)[traduceți] în cartea Keleti utazása a' magyarok' őshelyeinek kinyomozása végett 1844 és 1845 (1851) a menționat Radukán ca sat în valea râului Prut, ținutul Fălciului, ocolul Podoleni, la o distanță de 4 ore de Huși pe timp de noapte, și numit după proprietarul său, Pascan-Răducanu. Avea o biserică romano-catolică cu hramul „Sfântul Apostol Petru”. Anterior a fost biserică filială a parohiei de Huși, iar în 1845 a fost separată și declarată parohie separată, atribuindu-se ca filiale Poiana Cornului și Movila, care fuseseră anterior tot la Huși. Numărul catolicilor era de 560 de persoane, formați din ceangăi și alți imigranți maghiari, dar care puțini mai cunoșteau limba maghiară, fiind în mare parte românizați. A devenit parohie separată după ce proprietarul a mai colonizat satul cu maghiari.
Componența confesională a comunei Răducăneni (Răducăneni sat și Târgu Răducăneni) la sfârșitul secolului al XIX-lea
     Ortodocși (19,3%)
     Catolici (39%)
     Evrei (41,7%)
Potrivit lui Constantin Chiriță în Dicționar Geografic al Județului Fălciu (1893), cu informații reluate în Marele Dicționar Geografic al României, populația comunei era de 1864 de locuitori, cu 411 familii, din care 778 erau evrei, 727 catolici și 359 ortodocși. Din punct de vedere al naționalității existau 1086 de cetățeni români, incluzând aici și maghiarii naturalizați, și 778 evrei. După Gábor Lükő⁠(hu)[traduceți], pe lângă Huși și Cornii Unguri existau maghiari și în Răducăneni, din valea pârâului Bohotin. La acel moment numărul catolicilor era dublu față de cel a ortodocșilor, dar populația nu mai știa despre originile maghiare.
Comuna era compusă din satul Răducăneni împreună cu Târgul Răducăneni și avea o populație de 411 familii sau 1864 de persoane, cu o școală și o biserică. Era traversată de pârâul Bohotin. Comuna s-a numit inițial Pietrosul (sau Petrosu, Pietros), fiind redenumită în Răducăneni după numele fostului proprietar, hatmanul Răducanu Roset. În 1912, populația comunei era de 2783 locuitori. Satul a fost înființat în 1806 cu o colonie de maghiari, iar biserica a fost construită în 1826. Potrivit lui Radu Rosetti (1905), redenumirea a avut loc în 1806 după ce hatmanul Răducanu Roset a adus, cu voia Domniei, un număr de locuitori ceangăi de peste râul Siret. Tot atunci a primit aprobarea domnului pentru a înființa un târgușor, prin intermediul evreilor. După acesta, târgul avea o populație de 1760 de persoane, din care peste 1200 erau de origine evreiască. La sfârșitul secolului al XIX-lea populația satului era de 727 de locuitori, locuitorii fiind împroprietăriți după legea din 1864. Era considerat mahala a Târgului Răducăneni. La nivelul anului 1893 moșia aparținea soției generalului Gheorghe Catargiu, care își avea conacul și grădina în Târgu Răducăneni. Conacul a fost poziționat pe un deal mic.
Târgul Răducăneni a fost fondat în 1830 de către hatmanul Răducanu Roset, de unde și-a luat și numele. Târgul, aflat în vale de satul Răducăneni, avea o școală de tip urban de aproape 100 de elevi de ambele sexe, înființată în 1866 ca școală rurală și schimbată în urban în 1888, o biserică catolică fără preot, ci cu un dascăl, șoseaua județeană Iași–Huși ce trecea prin centru, un spital rural de stat poziționat pe deal și peste pârâul Bohotin, intrat în funcțiune în 1890, primăria și o cazarmă a unei companii de dorobanți. Exista și o sinagogă. La sfârșitul secolului al XIX-lea avea o populație compusă din 778 de evrei și aproximativ 300 de români, târgoveții fiind besmănari. Târgul era iluminat de 26 de lămpi cu petrol lampant.

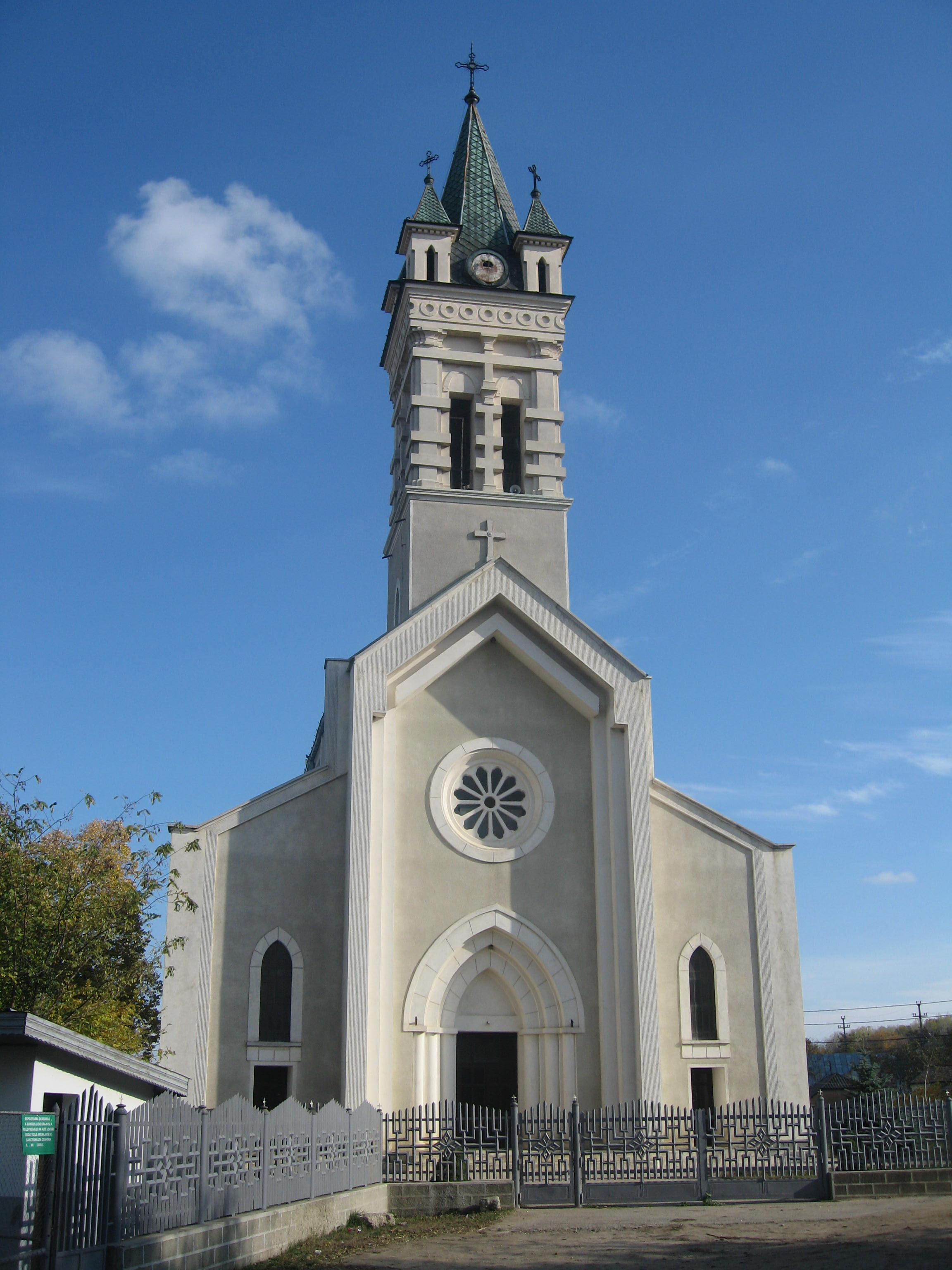
Biserica „Sfinții Apostoli Petru și Paul” (1931)

### Limba maghiară
După Gábor Lükő⁠(hu)[traduceți], caracterul etnografic se poate stabili cu greu, deoarece influența mediului românesc a schimbat specificul. A remarcat pronunția nesigură a sunetului [[Consoană fricativă postalveolară surdă|[ʃ]]], dovadă a originii maghiare a acestora.
Potrivit lui Vilmos Tánczos, în cazul orașului Huși, cu o populație de 5826 de romano-catolici, alături de satul Răducăneni, cu o populație ceangăiască cea mai însemnată în zonă, schimbarea de limbă s-a petrecut până în secolul al XX-lea. Întrucât există o distanță considerabilă față de restul satelor ceangăiești de pe valea Siretului unde într-o măsură variabilă încă se vorbește limba maghiară, pe valea Prutului nu mai pot fi găsiți într-un număr relevant vorbitori de limbă maghiară. La nivelul anului 2012 nu au mai putut fi identificați vorbitori de limbă maghiară.

### Izvoare minerale
În Târgu Răducăneni au fost descoperite pe versantul unui deal din apropiere două izvoare de ape minerale cu efecte în tratarea bolilor de stomac. Analizele chimice au fost publicate de R. Cernătescu și Adrian Meyer în Analyse des sources de Răducăneni, Ann. Scient. de l'Universíté de Jassy, T. XVI, 1930, având compoziția chimică foarte apropiată de cea a apelor minerale de la Băile Episcopiei din județul Bihor, analizate de J. Dick. Izvorul nr. 1 avea un debit de 20 litri/24 de ore iar nr. 2 cu 15 litri/24 de ore. Ambele izvoare produceau depuneri de oxid de fier și carbonat de calciu și aveau un slab miros de hidrogen sulfurat. Izvorul nr. 1 era mai sulfurat și mai puțin carbonatat decât nr. 2, dar cel din urmă era mai bogat în fier, magneziu și acid carbonic.

## Descoperiri arheologice
Cultura Răducăneni este numele dat unei perioade care urmează din punct de vedere cronologic cultura Dridu. Cele mai numeroase descoperiri arheologice, în săpături efectuate în așezări, se află localizate în interfluviul Prut-Siret, stepa colinară Prut-Elan-Horincea, Podișul Central Moldovenesc și bazinul inferior al râului Bahlui. Singurele necropole care conțin câteva morminte și care pot fi asociate acestei culturi sunt cele de la Hansca, Ialoveni și Pâhnești, Vaslui. Săpături cu caracter restrâns au avut loc la așezările din Hlincea, Răducăneni și Brădicești, Iași, Oltenești și Dănești, Vaslui, unde s-au descoperit mai multe complexe de locuire bogate în inventar ceramic și reduse în alte obiecte.
După anumite ipoteze conform cărora căldările de lut ale culturii Răducăneni aveau ca purtători pecenegii sau cumanii, după Victor Spinei acestea nu sunt admisibile, întrucât nu corespund cu vasele din complexele arheologice atribuite cu precizie acestor populații în bazinul mijlociu și inferior al Dunării. Modelele în schimb aparțin culturii Saltovo-Maiațk⁠(d), de unde au fost transmise spațiului carpato-dunărean, nordul Peninsulei Balcanice și în Câmpia Panonică, posibil de către kavaro-khazari, bulgari și maghiari. Două căldări descoperite în Răducăneni au fost ornamentate cu motive zoomorfe, care conțineau imaginea stilizată a unui cal.
Dalele stratigrafice, precum și analogiile obiectelor de metal și ceramică cu piese similare din nordul Dobrogei, ca Garvăn-Dinogetia și alte regiuni, încadrează cronologic cultura Răducăneni în a doua jumătate a secolului al XI-lea și în secolul al XII-lea. Primele elemente definitorii nu se află înainte de secolul al XI-lea, deoarece în prima jumătate a secolului cultura Dridu încă înregistra o evoluție, iar coexistența celor două culturi este exclusă.
La Răducăneni a fost descoperit un tezaur cu monede islamice datând din secolul al VIII-lea, unele dintre ele bătute în Tașkent, care la acel moment făcea parte din Califatul Abbasid.

## Monumente istorice
- Casa Roset - Catargiu (secolul XIX); cod LMI IS-II-m-B-04235

## Legături externe
- Materiale media legate de Răducăneni la Wikimedia Commons